# 다니엘 에크
다니엘 예오리 에크(스웨덴어: Daniel Georg Ek, 1983년 2월 21일~)는 스웨덴의 억만장자 기업가이자 기술자로 음악 스트리밍 서비스 스포티파이(Spotify)의 공동 설립자 및 CEO이다. 2024년 5월 기준, 포브스는 에크의 순자산을 48억 달러로 추정했다.

## 생애
에크는 스웨덴 스톡홀름의 뢰그스베드(Rågsved) 지역에서 성장했다. 그는 2002년 선드비베르크에서 IT-짐네이지엇(Gymnasiet) 고등학교를 졸업하고 왕립 공과대학교(KTH)에서 공학을 공부한 이후, IT 경력에 집중하기 위해 중퇴했다.

## 경력

### 초기 경력
Ek은 2006년 이베이에 인수된 북유럽 경매 회사 트레이드라(Tradera)에서 고위직을 맡았다. 그는 또한 브라우저 기반 게임 및 패션 커뮤니티인 스타돌(Stardoll)의 CTO였으며 나중에 온라인 광고 회사인 애드벌티고(Advertigo)라는 또 다른 회사를 시작했다. 애드벌티고는 2006년 트레이드더블러(TradeDoubler)에 매각되었으며, 이후 에크는 잠시 뮤토렌트의 CEO가 되었고, 뮤토렌트의 설립자인 루드비그 스트리게우스(Ludvig Strigeus)와 협력했다. 이는 2006년 12월 7일 뮤토렌트가 비트토렌트(BitTorrent)에 매각되면서 종료되었다. 스트리게우스는 에크와 함께 스포티파이 개발자로 합류 예정이다.

### 스포티파이
애드벌티고의 매각과 그의 이전 작품은 에크를 은퇴시키기로 결정할 만큼 충분히 부유하게 만들었다. 하지만 몇 달 후, 그는 새로운 프로젝트를 원한다는 것을 깨달았고, 스포티파이를 설립하게 되었다.에크는 2002년 P2P 음악 서비스인 냅스터(Napster)가 서비스를 종료하고 또 다른 불법 사이트인 카자(Kazaa)가 인수하면서 스포티파이에 대한 아이디어를 처음 얻었다. 에크는 "불법 복제로부터 결코 벗어날 수 없다는 것을 깨달았습니다. 법은 분명히 도움이 될 수 있지만, 문제를 제거하지 않습니다. 문제를 해결할 수 있는 유일한 방법은 불법 복제보다 나음과 동시에 우리에게 스포티파이를 제공한 음악 산업에 보상을 해주는 서비스를 만드는 것이었습니다."라고 말했다.
2006년, 에크는 스웨덴 스톡홀름에서 마틴 로렌존(Martin Lorentzon)과 함께 스포티파이 AB를 통합했다.통합 전 로렌존은 에크의 이전 회사 애드벌티고(Advertigo)를 인수한 트레이드더블러(TradeDoubler)에서 근무했다.2008년 10월, 합법적인 음악 스트리밍 서비스 스포티파이를 시작했다. 처음에 스포티파이는 뮤토렌트와 유사한 P2P 배포 모델로 운영되었지만 2014년에 서버-클라이언트 모델로 전환했다.2015년 10월, 스포티파이의 공동 설립자 마틴 로렌존은 회장에서 물러나고 에크는 CEO를 맡게 될 것이라고 발표했다.2019년 4월 현재 스포티파이는 2억 1,700만 명의 사용자를 보유하고 있으며 2017년 6월 현재 25억 달러 이상의 벤처 자금을 조달했다.
2017년, 에크는 빌보드에 의해 음악 산업에서 가장 영향력 있는 사람으로 선정되었다.
2022년 5월, 에크는 스트리밍 대기업의 낙관적인 미래 전망을 인용하여 스포티파이 주식을 더 인수하기 위해 5천만 달러를 추가로 투자했다. 당시 스포티파이는 1억 8200만 명의 유료 가입자를 보유하고 있었으며 전년 대비 15% 성장하고 있었다.

## 정치적 견해
2016년 Ek와 동료 스포티파이 공동 설립자 마틴 로렌존은 스웨덴 정부에서 주택, 세금 및 교육에 관한 스웨덴법의 특정 변경이 이루어지지 않는다면, 스포티파이가 강제로 해외로 이전할 것이라는 공개 서한을 보냈다.좀 더 구체적으로, 에크는 스웨덴의 스톡옵션에 대한 높은 세금이 스타트업이 더 큰 회사와 연봉 경쟁에 어려움을 겪을 때, 프로그래머들이 스타트업에서 일하도록 장려하는 것을 어렵게 만든다고 주장한다. 게다가, 에크는 스웨덴의 허가 정책이 지나치게 제한적이므로 저렴한 주택의 공급을 제한한다고 주장한다.

## 개인사
2016년, 에크는 오랜 파트너였던 소피아 레반데르(Sofia Levander)와 코모(Como) 호수에서 결혼식을 맺었다. Ek의 결혼식에서 브루노 마스가 공연을 했고 크리스 록이 주례를 맡았다. 그는 마크 저커버그를 포함한 수많은 손님들을 초대했다.에크와 그의 아내는 두 아이를 두고 있다.
에크는 프리미어 리그 클럽 아스날(Arsenal)의 평생 서포터이다. 2021년 4월, 해당 축구 클럽이 매물로 나올 시 구매 여부에 대한 관심을 표명했다.2021년 5월, 에크는 약 18억 파운드에 구단을 인수하겠다는 제안을 했지만 구단주들은 거절했다.